# Stefano Graziani
Stefano Graziani (... – ????) è stato un giurista italiano del XVII secolo.

## Biografia
La sua opera principale è Disceptationum forensium judiciorum, edita a Venezia nel 1699. Il volume raccoglie le ricerche dottrinali di molti autori, soprattutto relative alla Sacra Rota. In particolare il sesto tomo riguarda le decisioni della Rota di Macerata, dove Graziani fu uditore tra il 1594 e il 1599. Un esemplare di questa edizione è conservato presso la Fondazione Mansutti di Milano.
Nel 1604 pubblicò anche una raccolta di decisioni del tribunale, ristampate nel 1615-1621.